# Henneguya kayarensis
Henneguya kayarensis is een microscopische parasiet uit de familie Myxobolidae. Henneguya kayarensis werd in 1997 beschreven door Kpatcha, Faye, Diebakate, Fall & Toguebaye. 